# Округ Морган (Џорџија)
Округ Морган (енгл. Morgan County) је округ у америчкој савезној држави Џорџија.

## Демографија
По попису из 2010. године број становника је 17.868, што је 2.411 (15,6%) становника више него 2000. године.
| Група             | 2000.          | 2010.          |
| Белци             | 10.619 (68,7%) | 12.814 (71,7%) |
| Афроамериканци    | 4.410 (28,5%)  | 4.208 (23,6%)  |
| Азијати           | 51 (0,3%)      | 106 (0,6%)     |
| Хиспаноамериканци | 248 (1,6%)     | 494 (2,8%)     |
| Укупно            | 15.457         | 17.868         |